# Falakata
Falakata (en bengalí: ফালাকাটা ) es una ciudad de la India, en el distrito de Jalpaiguri, estado de Bengala Occidental.

## Geografía
Se encuentra a una altitud de 65 m s. n. m. a 693 km de la capital estatal, Calcuta, en la zona horaria UTC +5:30.

## Demografía
Según estimación 2010 contaba con una población de 22 999 habitantes.